# ソラルッサ
ソラルッサ（イタリア語: Solarussa）は、イタリア共和国サルデーニャ自治州オリスターノ県にある、人口約2,400人の基礎自治体（コムーネ）。

## 地理

### 位置・広がり

#### 隣接コムーネ
隣接するコムーネは以下の通り。
- バウラードゥ
- オリスターノ
- パウリラーティノ
- シアマッジョーレ
- シマージス
- トラマッツァ
- ゼルファリーウ